# Dasselt
Dasselt is een gehucht in Denderwindeke, deelgemeente van de stad Ninove in de Belgische provincie Oost-Vlaanderen. 
Het gehucht ligt in het zuiden van de deelgemeente, nabij de grens met Vollezele. Dasselt ligt een kilometer ten zuiden van het dorpscentrum van Denderwindeke, en is door lintbebouwing tegenwoordig verbonden met de uitgroeiende dorpskern van Denderwindeke en de wijk Linkebeek. In het zuidwesten strekt lintbebouwing zich uit van Dasselt tot het gehucht Boterdaal.

## Geschiedenis
De Ferrariskaart uit de jaren 1770 toont hier een omvangrijk gehucht D'Asselt. 
Op het eind van het ancien régime, toen tijdens de Franse bezetting op het eind van de 18de eeuw de gemeenten werden gecreëerd, werd het gehucht ondergebracht in de gemeente Denderwindeke.
In het eerste helft van de 19de eeuw werd het gehucht van noord naar zuid doorsneden door de rechte steenweg tussen Ninove en Edingen. Op de Atlas der Buurtwegen uit 1841 en de Vandermaelenkaart uit het midden van de 19de eeuw is het gehucht weergegeven als Dasselt.

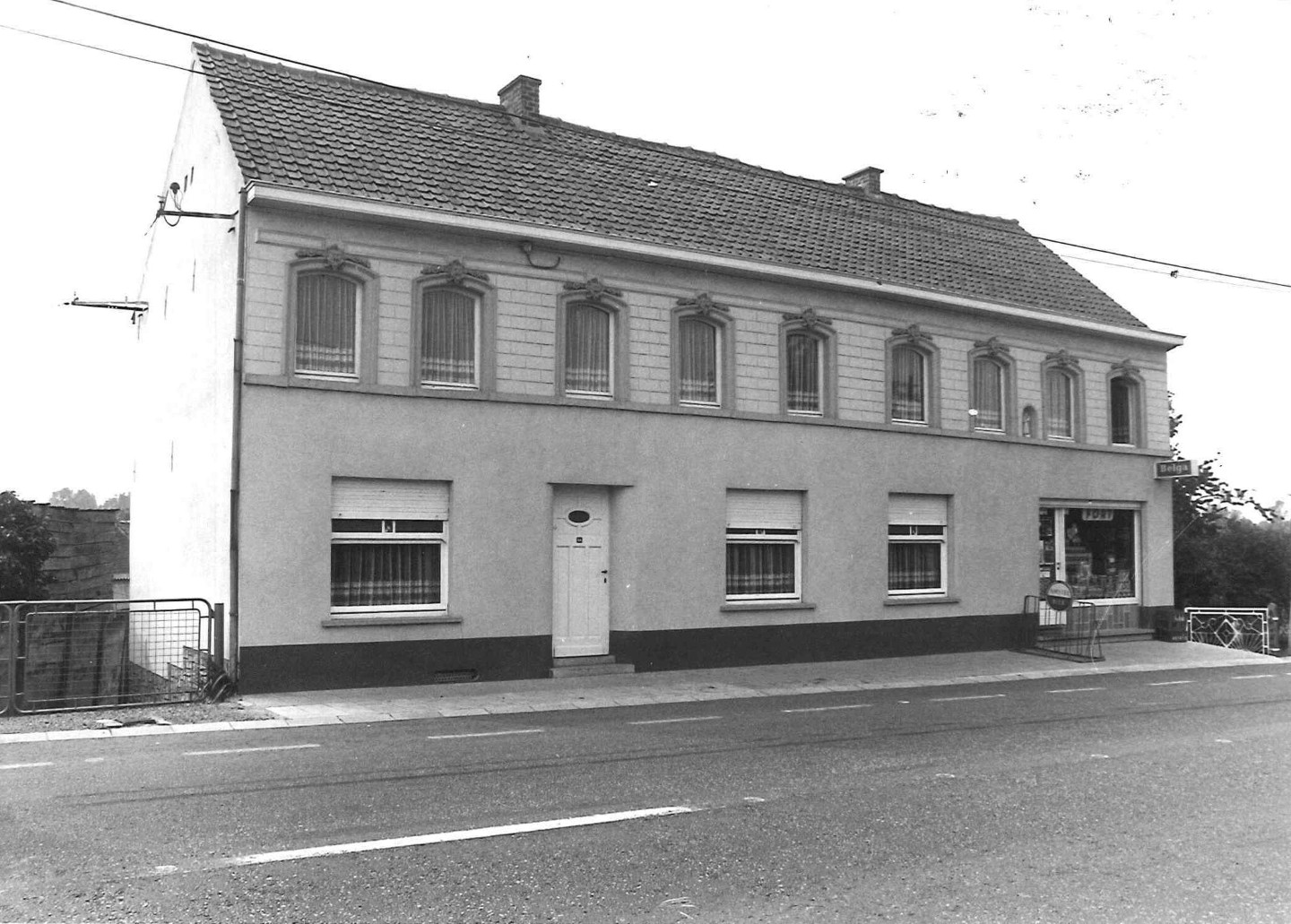
Geheel van stadswoningen, 2de helft 19de eeuw
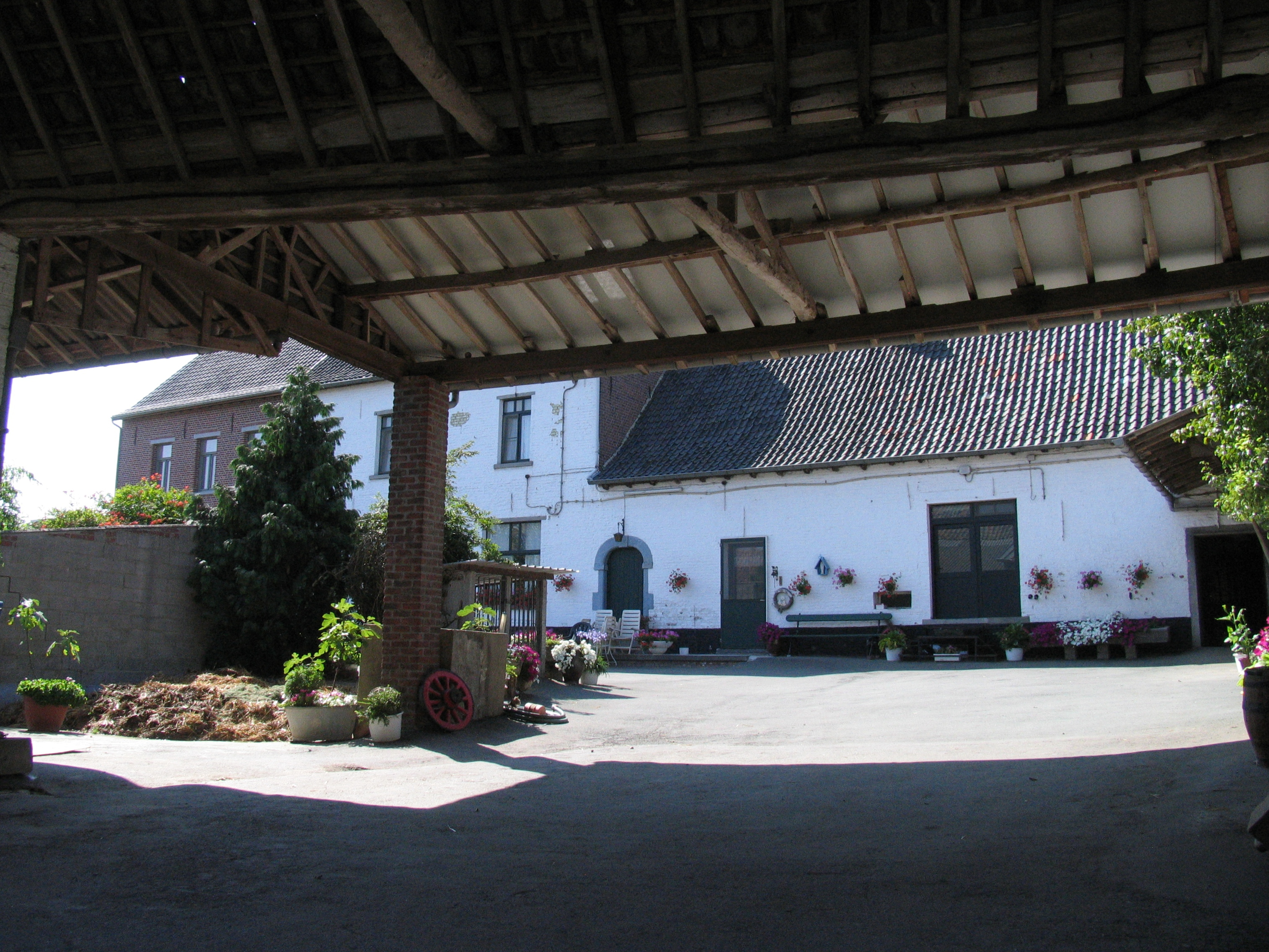
Gesloten hoeve, 18de en 19de eeuw

## Verkeer en vervoer
Door Dasselt loopt de N255 (Edingsesteenweg), de steenweg tussen Ninove en Edingen.
Deelgemeenten: Appelterre-Eichem · Aspelare · Denderwindeke · Lieferinge · Meerbeke · Nederhasselt · Neigem · Ninove · Okegem · Outer · Pollare · Voorde

Overige dorpen, gehuchten en wijken: Appelterre · Bevingen · Boterdaal · Dasselt · Eichem · Herlinckhove · Lebeke · Linkebeek · Muylem · Nederwijk · Neuringen · Nijken · Prindaal · Renderstede · Roesbeke · Roost · Slettem · Steenhout · Terbert · Varenberg · Vogelenzang · Vreckom · Waalhove · Zevenkoten

Belgische gemeenten · Arrondissement Aalst · Oost-Vlaanderen · Vlaanderen